# Панське болото
Панське болото — гідрологічний заказник місцевого значення у Монастирищенському районі Черкаської області.

## Опис
Розташовано в адміністративних межах сільської ради с. Панський Міст, за межами населеного пункту. Створено рішення Черкаської обласної ради від 03.02.2017 12-9/VII.
Територія представлена прибережно-водними комплексами і лучними ділянками, є місцем розмноження водоплавних птахів та місцезростанням типової водно-болотної флори.
| Україна | Це незавершена стаття з географії України. Ви можете допомогти проєкту, виправивши або дописавши її. |